# Clwyd West (circonscription du Senedd)
Ne doit pas être confondu avec Clwyd West (circonscription britannique).
Clwyd West est une circonscription de l'Assemblée nationale du pays de Galles.

## Membres de l'Assemblée
| Élection | Élection | Membre        | Parti        | Portrait |
| -------- | -------- | ------------- | ------------ | -------- |
|          | 1999     | Alun Pugh     | Labour       |          |
|          | 2007     | Darren Millar | Conservateur |          |

## Élections

### Élections dans les années 2010
| Élections de l'Assemblée galloise 2016: Clwyd West |                   |                    |        |      |       |
| Parti                                              | Parti             | Candidat           | Votes  | %    | ±     |
|                                                    | Conservateur      | Darren Millar      | 10,831 | 41.3 | −2.0  |
|                                                    | Plaid Cymru       | Llyr Huws Gruffydd | 5,768  | 22.0 | −1.0  |
|                                                    | Labour            | Jo Thomas          | 5,246  | 20.0 | −6.4  |
|                                                    | UKIP              | David Edwards      | 2,985  | 11.4 | +11.4 |
|                                                    | Liberal Democrats | Victor Babu        | 831    | 3.2  | −4.2  |
|                                                    | Green             | Julian Mahy        | 565    | 2.2  | +2.2  |
| Majorité                                           | Majorité          | Majorité           | 5,063  | 19.3 | +2.4  |
| Participation                                      | Participation     | Participation      | 26,226 | 45.5 | +2.3  |
|                                                    | Conservateur hold | Conservateur hold  | Swing  |      |       |

| Élections de l'Assemblée galloise 2011: Clwyd West |                   |                    |        |      |       |
| Parti                                              | Parti             | Candidat           | Votes  | %    | ±     |
|                                                    | Conservateur      | Darren Millar      | 10,890 | 43.3 | +9.3  |
|                                                    | Labour            | Crispin Jones      | 6,642  | 26.4 | −1.5  |
|                                                    | Plaid Cymru       | Eifion Lloyd Jones | 5,775  | 23.0 | −4.4  |
|                                                    | Liberal Democrats | Brian Cossey       | 1,846  | 7.3  | +0.8  |
| Majorité                                           | Majorité          | Majorité           | 4,248  | 16.9 | +10.8 |
| Participation                                      | Participation     | Participation      | 25,153 | 43.2 | −2.5  |
|                                                    | Conservateur hold | Conservateur hold  | Swing  | +3.9 |       |

### Élections dans les années 2000
| Élections de l'Assemblée galloise 2007: Clwyd West |                                   |                                   |        |      |      |
| Parti                                              | Parti                             | Candidat                          | Votes  | %    | ±    |
|                                                    | Conservateur                      | Darren Millar                     | 8,905  | 34.0 | +1.3 |
|                                                    | Labour                            | Alun Pugh                         | 7,309  | 27.9 | −6.9 |
|                                                    | Plaid Cymru                       | Philip Edwards                    | 7,162  | 27.3 | +5.9 |
|                                                    | Liberal Democrats                 | Simon Croft                       | 1,705  | 6.5  | −1.4 |
|                                                    | UKIP                              | Warwick Nicholson                 | 1,124  | 4.3  | +3.0 |
| Majorité                                           | Majorité                          | Majorité                          | 1,596  | 6.1  |      |
| Participation                                      | Participation                     | Participation                     | 26,205 | 45.7 | +5.4 |
|                                                    | Conservateur vainqueur sur Labour | Conservateur vainqueur sur Labour | Swing  | +4.1 |      |

| Élections de l'Assemblée galloise 2003: Clwyd West |                   |                 |        |      |      |
| Parti                                              | Parti             | Candidat        | Votes  | %    | ±    |
|                                                    | Labour            | Alun Pugh       | 7,693  | 34.8 | +3.8 |
|                                                    | Conservateur      | Brynle Williams | 7,257  | 32.8 | +4.8 |
|                                                    | Plaid Cymru       | Janet Ryder     | 4,715  | 21.3 | −6.0 |
|                                                    | Liberal Democrats | Eleanor Burnham | 1,743  | 7.9  | −5.8 |
|                                                    | UKIP              | Peter Murray    | 715    | 3.2  | N/A  |
| Majorité                                           | Majorité          | Majorité        | 436    | 2.0  | −1.0 |
| Participation                                      | Participation     | Participation   | 22,123 | 40.6 | −6.5 |
|                                                    | Labour hold       | Labour hold     | Swing  | −0.5 |      |

### Élections dans les années 1990
| Élections de l'Assemblée galloise 1999: Clwyd West |                                  |                    |        |      |     |
| Parti                                              | Parti                            | Candidat           | Votes  | %    | ±   |
|                                                    | Labour                           | Alun Pugh          | 7,824  | 31.0 | N/A |
|                                                    | Conservateur                     | Rod Richards       | 7,064  | 28.0 | N/A |
|                                                    | Plaid Cymru                      | Eilian S. Williams | 6,886  | 27.3 | N/A |
|                                                    | Liberal Democrats                | Robina L. Feeley   | 3,462  | 13.7 | N/A |
| Majorité                                           | Majorité                         | Majorité           | 760    | 3.0  | N/A |
| Participation                                      | Participation                    | Participation      | 25,236 | 46.9 | N/A |
|                                                    | Labour Vainqueur (nouveau siège) |                    |        |      |     |